# Udo Cieslik
Udo Cieslik (* 13. Mai 1942; † 1. Juli 2004) war ein deutscher Fußballspieler. Der Torhüter absolvierte von 1963 bis 1970 für den Spandauer SV in der zweitklassigen Fußball-Regionalliga Berlin 171 Ligaspiele. Zuvor hatte er im letzten Jahr der erstklassigen Berliner Stadtliga, 1962/63, mit Spandau den vierten Rang belegt und dabei 26 Ligaeinsätze bestritten.

## Spielerlaufbahn
Der Torhüter überzeugte mit seinem Talent bereits im Jugendbereich. Über Spiele in der Jugendauswahl von Berlin schaffte er die Aufnahme in die DFB-Jugendnationalmannschaft. Die Nachwuchshoffnung aus Berlin gehörte im April 1960 dem Aufgebot für das UEFA-Juniorenturnier in Österreich an. Im dritten Gruppenspiel gegen die DDR (1:1), wurde er in der zweiten Halbzeit eingewechselt. Mannschaftskameraden beim UEFA-Juniorenturnier waren unter anderem Spieler wie Dieter Kurrat, Hermann Marchl, Jürgen Neumann, Stefan Reisch, Kurt Haseneder, Karl-Heinz Bente, Hans-Otto Peters, Gerhard Elfert und Jürgen Koch.
Nach kurzer Bewährung in der Amateurmannschaft debütierte der 20-jährige Cieslik am Rundenstarttag, den 19. August 1962, bei einem 1:1-Heimremis gegen Hertha Zehlendorf in der erstklassigen Stadtliga. Am dritten Spieltag erlebte er bei einer 1:3-Heimniederlage vor 10.000 Zuschauern am SSV-Platz an der Neuendorfer Straße mit seinen Rot-Weißen die Angriffsqualität – Innensturm mit Helmut Faeder, Hans-Joachim Altendorff, Lutz Steinert – von Hertha BSC. Hertha gewann am Rundenende die Meisterschaft mit sechs Punkten Vorsprung und 95 erzielten Treffern nach 27 Rundenspielen. Spandau belegte mit Routinier Reinhard Knöfel und dem jungen Torhüter Cieslik (26 Spiele) den vierten Rang. Im ersten Jahre der zweitklassigen Regionalligaära, 1963/64, belegte Spandau erneut den vierten Rang.
Die beste Platzierung erlebte Cieslik mit Spandau in der Saison 1964/65: Die Rot-Weißen erreichten mit einem Punkt Rückstand zu Tennis Borussia Berlin die Vizemeisterschaft. Nach 18 Spielen führten Cieslik und Kollegen mit 32:4 gegenüber 29:7 Punkten von „TeBe“ die Tabelle an. In der nachfolgenden „Meisterrunde“ gegen Tennis Borussia, Tasmania 1900, Wacker 04 und Berliner SV 92 rutschte man aber auf den zweiten Platz ab. Den Dreikampf um die Meisterschaft entschied „TeBe“ knapp mit einem Punkt Vorsprung gegenüber dem SSV und drei Punkten Vorsprung gegenüber Tasmania 1900. Die Torjägerliste wurde von Heinz Fischer (25 Tore) und Willi Kraus (23 Tore) angeführt. Cieslik war in allen 26 Ligaspielen zum Einsatz gekommen. Zum Kader des Vizemeisters gehörten die Spieler Cieslik, Horst Lagies, Horst Rudolph, Bernd Erdmann, Helmut Pohl, Siegfried Ochod, Werner Lange, Horst Lunenburg, Siegfried Zocher, Wolfgang Pfeiffer und Wolfgang Kube. Lunenburg und Zocher erzielten mit jeweils elf Treffern die meisten Tore von Spandau. An der Bundesligaaufstiegsrunde konnte Spandau durch die Begrenzung auf acht Teilnehmer als Berliner Vizemeister aber nicht teilnehmen.
Auch im Jahr der Fußballweltmeisterschaft 1966 in England, 1965/66, spielte Spandau eine beachtliche Runde. Zwar lief der Bundesligaabsteiger Hertha BSC mit 58:2 Punkten weitab vor den Konkurrenten durch das Ziel, aber dahinter trug Spandau mit Tennis Borussia einen erbitterten Zweikampf um die Vizemeisterschaft aus. Am Rundenende trennten zwei Punkte die Spandauer von der erneuten Vizemeisterschaft. Die einzige Hertha-Niederlage brachte Spandau am 14. November 1965 dem späteren souveränen Meister durch einen 3:1-Heimerfolg bei. Im folgenden Jahr, 1966/67, erreichte Spandau zwar nochmals den dritten Rang, aber jetzt war der Rückstand auf den Vizemeister schon auf neun Punkte angewachsen. In den nächsten Runden hatte Cieslik mit Spandau keine Chance mehr, im Rennen um die ersten Plätze ernsthaft mitzuspielen.
In seiner letzten Regionalligarunde 1969/70 belegte er mit seinem Heimatverein den sechsten Rang und beendete im Sommer 1970 nach insgesamt 171 Regionalligaeinsätzen seine höherklassige Laufbahn.
Er ging in das Amateurlager zurück und ließ seine Karriere beim SC Ruhleben ausklingen.